# Södra länken

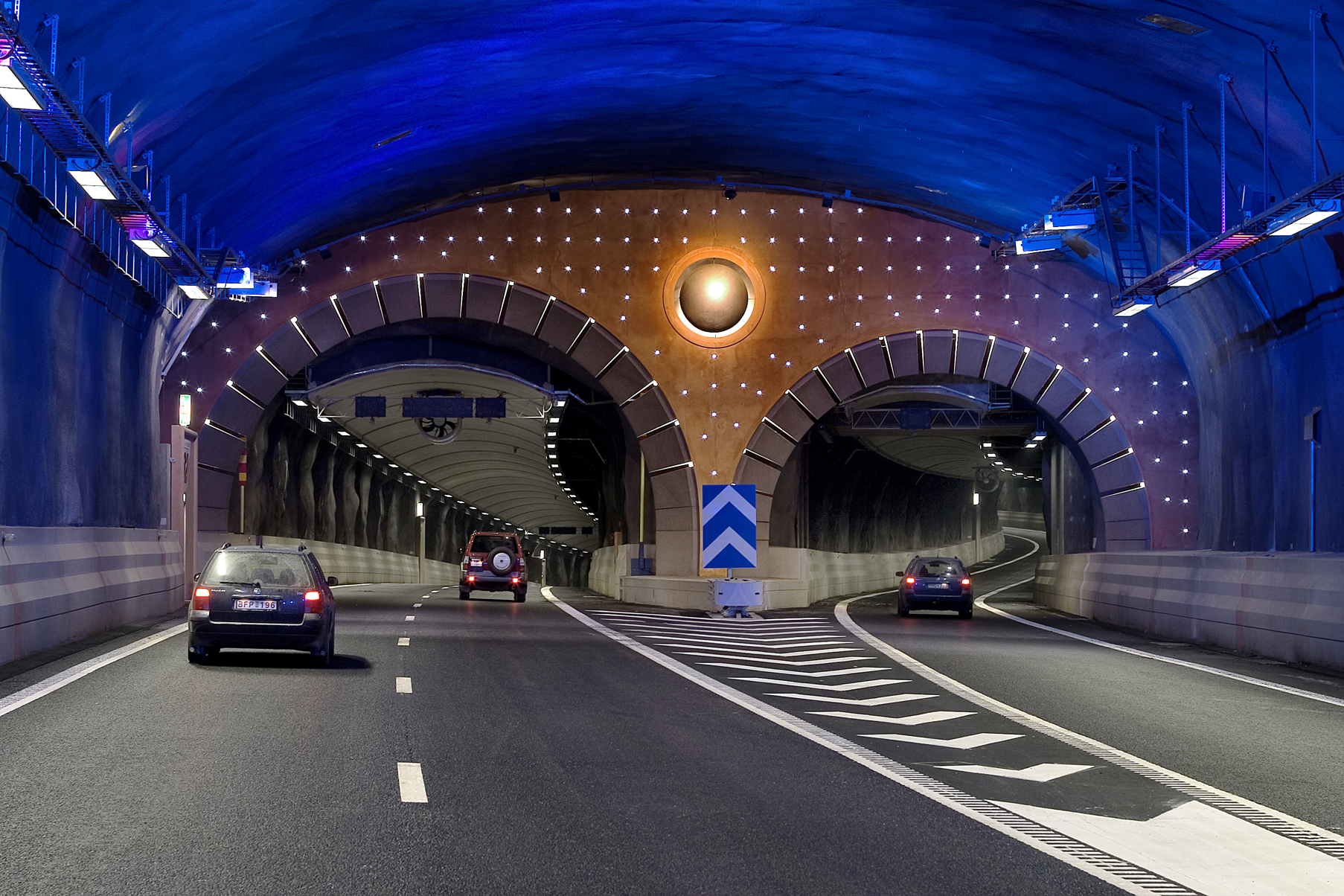
Årstatunneln på Södra länken vid avfarten till Nynäsvägen.

Södra länken eller  riksväg 75, är en stadsmotorväg mellan Essingeleden (E4/E20), Stockholm, och Värmdöleden (länsväg 222), Nacka.
Södra länken är 6 kilometer lång varav 4,6 kilometer går i tunnel. Tunneln är Sveriges längsta vägtunnel, och var Europas längsta stadsmotorvägstunnel fram till 2007 när den ombyggda stadsmotorvägen M-30 i Madrid öppnade. Tunneln har två genomgående filer i varje riktning, och mellan vissa på- och avfarter finns additionskörfält vilket gör att tunneln som bredast är 4 filer per riktning. 
Vägen invigdes den 24 oktober 2004, med öppnandet av Årstatunneln. Inne i tunneln är det skyltat Riksväg 75. Högsta tillåtna hastighet är 70 kilometer i timmen och högsta tillåtna fordonshöjd är 4,5 meter. Som en orienteringshjälp i tunneln har samtliga avfarter utformats på ett individuellt, konstnärligt sätt. Södra länken är en del av Stockholms framtida ringled.

## Tidigare vägar
Södra länkens föregångare, Årstalänken (byggd 1972), sträckte sig de 3 kilometerna från E4 till väg 226. En del av den revs upp och resten rustades upp för att ingå i Södra länken. Resten av sträckan, mellan väg 226 och Sickla var väg med mestadels fyra körfält med trafikljus. Sträckan mellan E4 och Gullmarsplan hade nummer 73 och mellan Gullmarsplan och Sickla nummer 222. Mellan 1962 och 1985 kallades vägen riksväg 74.

## Planering och bygge

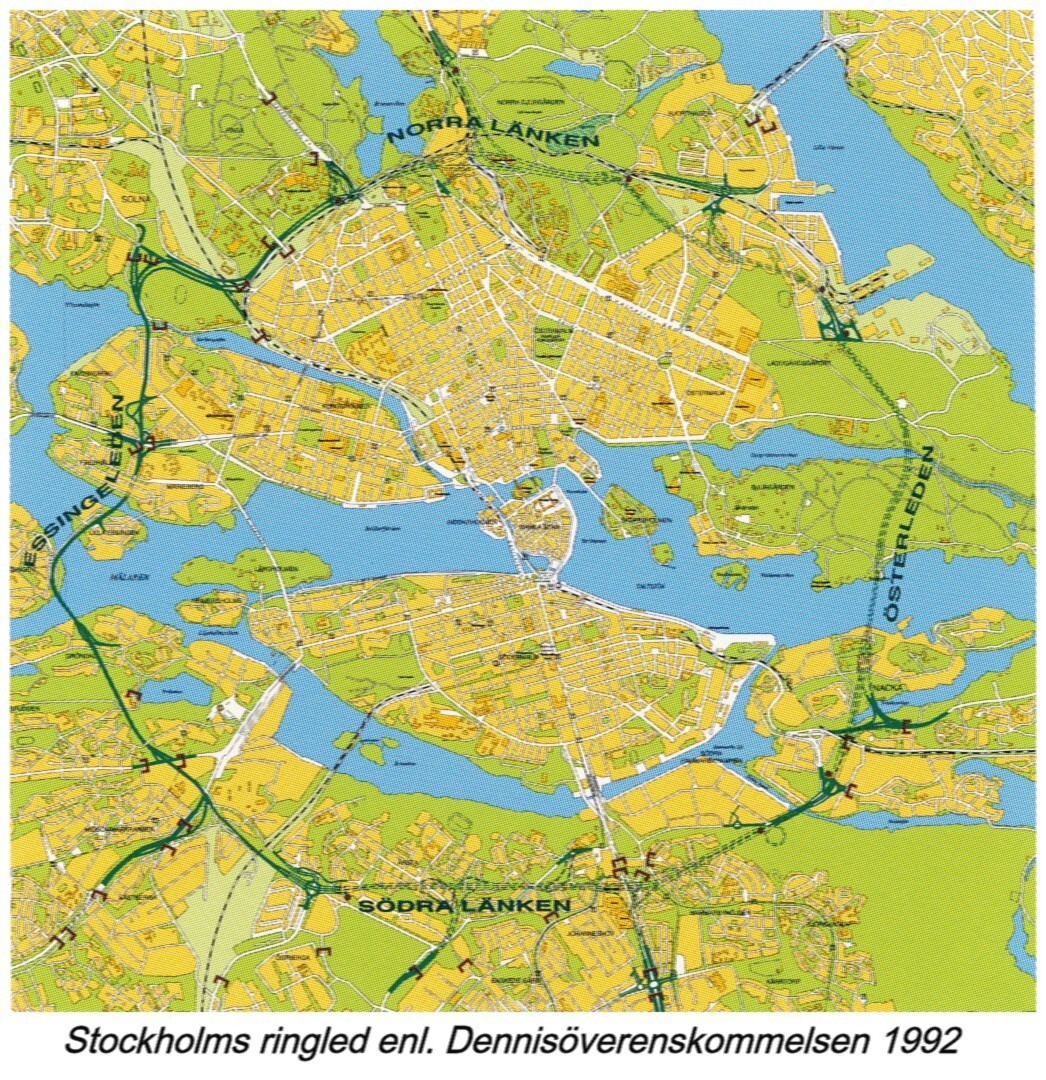
Ringleden enligt Dennispaketet.

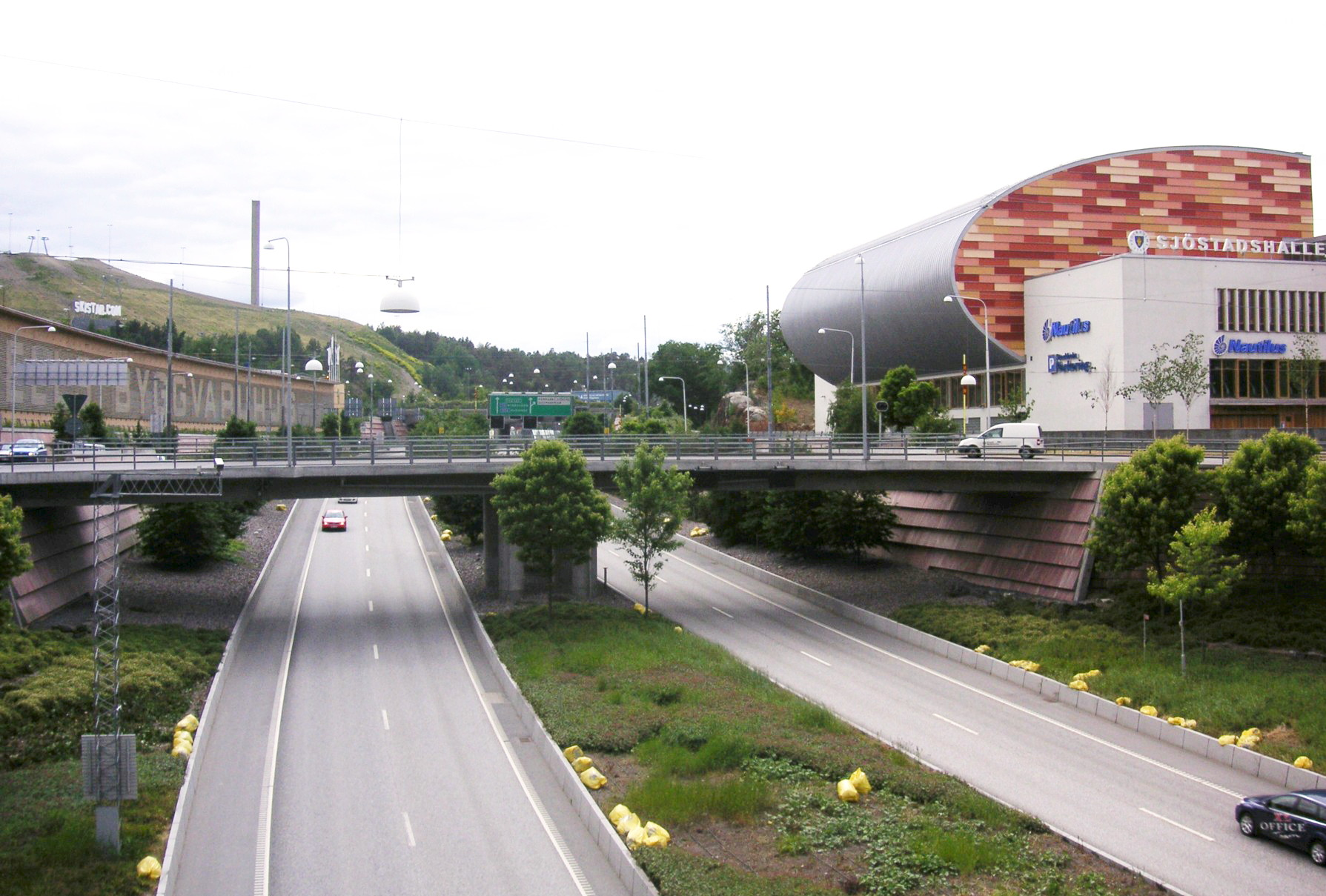
Södra länken mot väst vid Hammarby sjöstad.

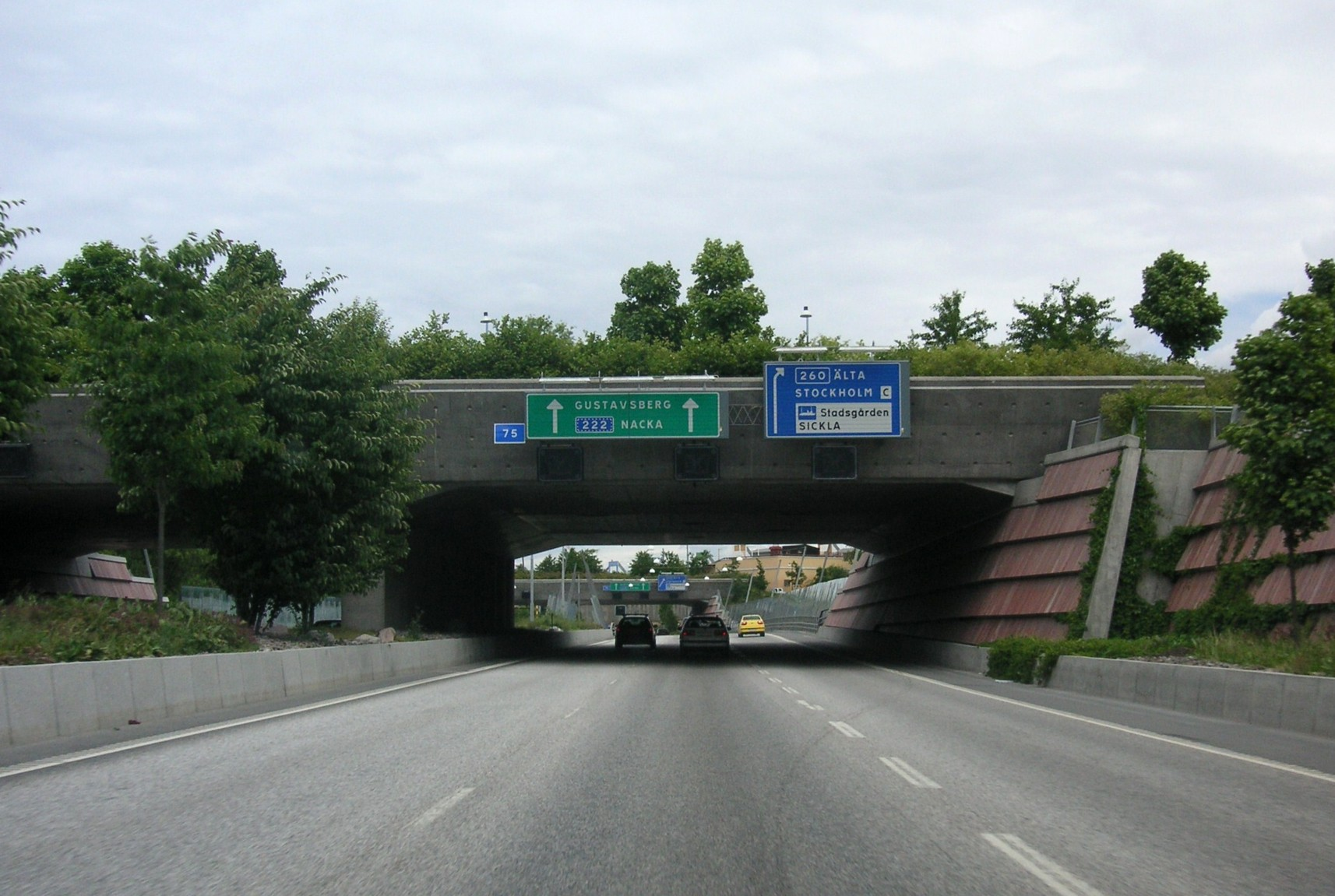
Avfart till Sickla mot öst.

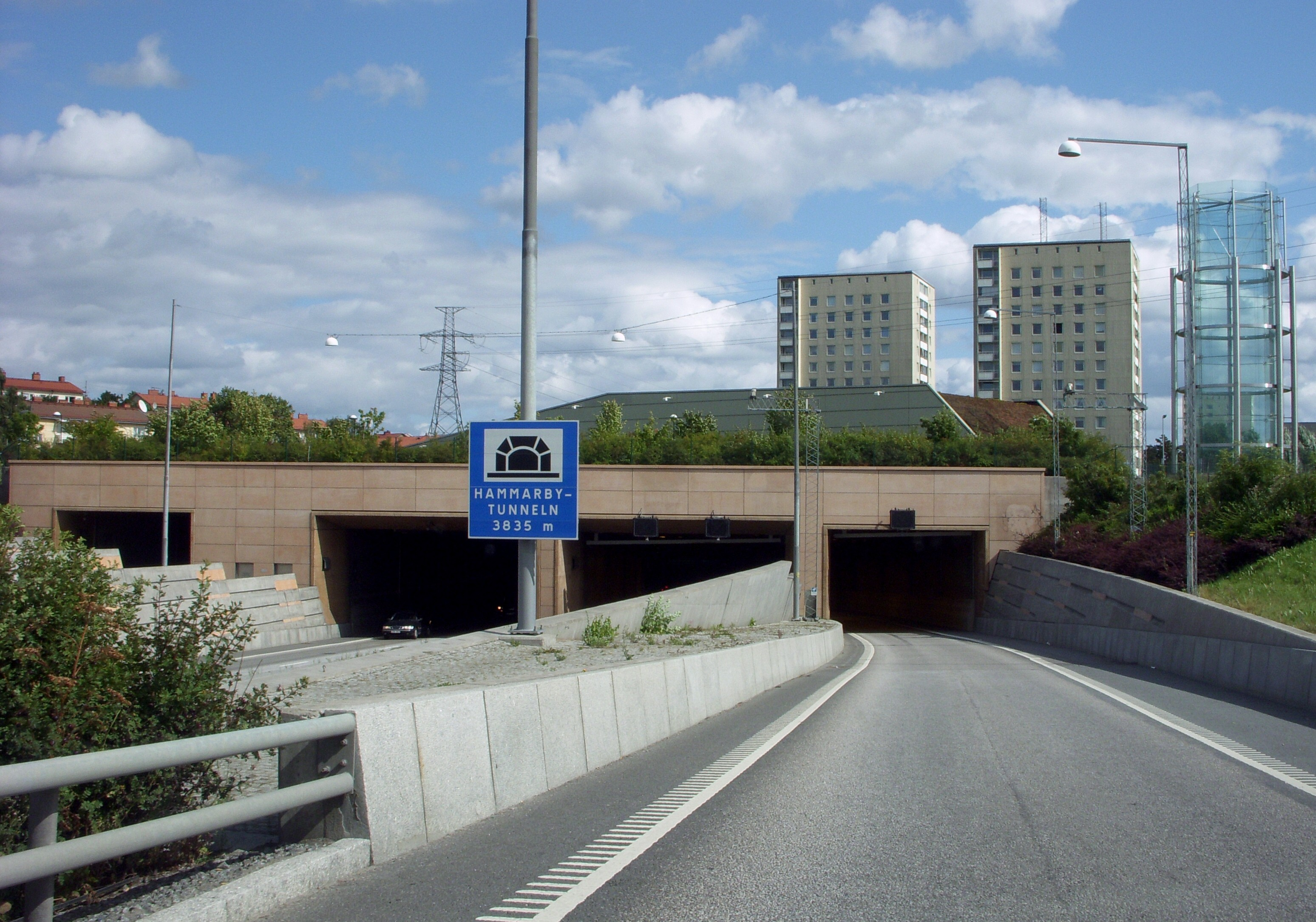
Infart till Hammarbytunneln från Årsta.

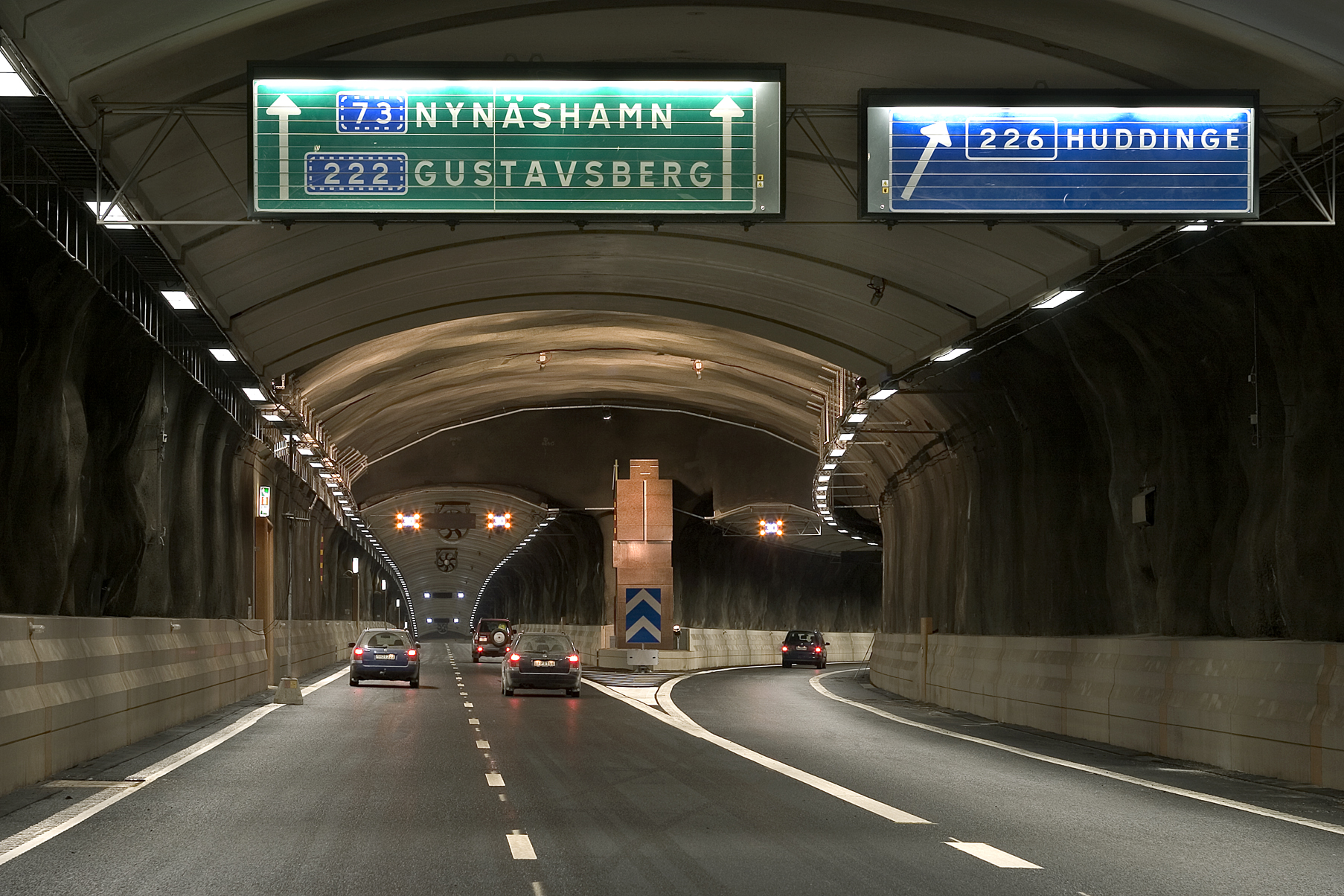
Avfart mot Huddingevägen.

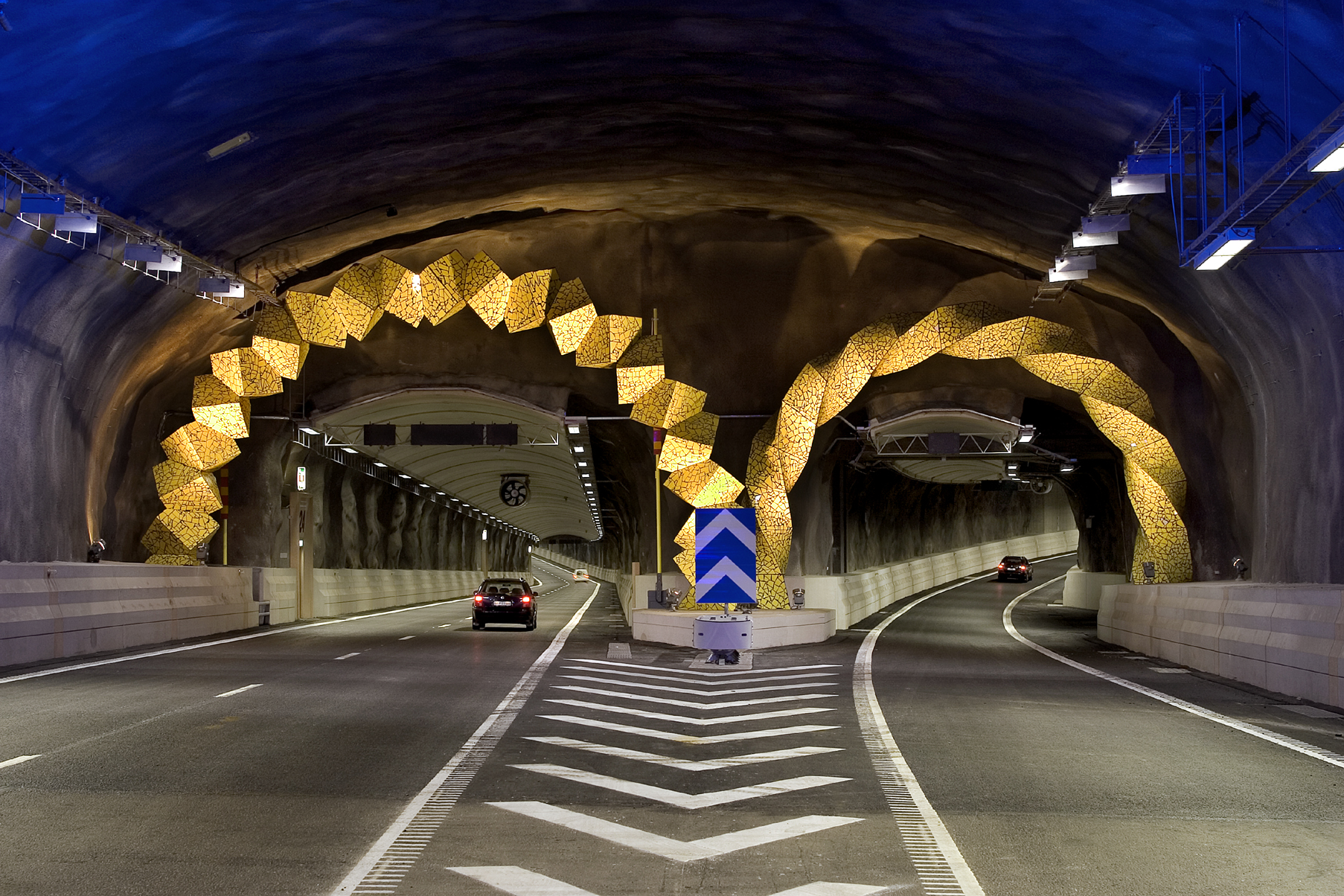
Avfart till Nynäsvägen österut.

Södra länken nämns tidigast i 1960 års trafikledsplan och fördes vidare till 1967 års cityplan för Stockholm, City 67, tillsammans med en motorvägsring runt staden som bestod av Essingeleden, Norra länken, Österleden och Södra länken.
Bygget av den västligaste delen av Södra länken inleddes omgående och invigdes 1972 under namnet Årstalänken. På grund av 1970-talets ekonomiska kriser avstannade dock trafikledsutbyggnaden i Stockholm.
Under 1980-talet försökte politikerna i Stockholms kommun enas kring olika lösningar för den ökande trafiken men kunde inte komma överens, samtidigt som det fanns en miljöopinion som ställde krav. I maj 1990 fick dåvarande riksbankschefen Bengt Dennis i uppdrag av regeringen att presentera en överenskommelse, den så kallade Dennisöverenskommelsen. Från regeringens sida lovades statliga lånegarantier och särskilda pengar till kollektivtrafiken. Förhandlingarna om ett paket inleddes med samtliga partier men snart återstod  bara socialdemokraterna, Folkpartiet och Moderaterna. Dennis ansåg att det endast var de partierna som accepterade en lösning som innebar nya vägar, kollektivtrafik samt vägavgifter.
Förhandlingarna avslutades den 29 september 1992. De tre partierna kom då överens om satsningar på vägtrafiken för 39,12 miljarder kronor. Paketet innebar i stort:
- En ringled runt Stockholm som består av Norra länken, Österleden, Södra länken samt Essingeleden, i princip enligt 1967 års cityplan. Södra länken hade då en planerad byggstart 1997 eller 1998 och skulle vara klar 2002 till en kostnad av 5,5 miljarder kronor i 1992 års penningvärde.[2]
- Yttre tvärleden, bestående av Västerleden, Norrortsleden, Botkyrkaleden och Haningeleden.[1]
- Vägavgifter skulle ge 23 miljarder kronor i inkomster.[1]
- Satsning på ökad kollektivtrafik för 16 miljarder kronor.[1]
- Upprustning av tunnelbanan, förlängning av tunnelbanelinje 10 från Hjulsta till Barkarby.[1]
- Byggstart av snabbspårväg i november 1995 till en kostnad av 2,1 miljarder kronor.[1]
- Ytterligare ett spår för pendeltågen på sträckan Kallhäll-Kungsängen. Pris 1,2 miljarder kronor.[1]
- Nytt stomnät för bussar i Stockholm med egna filer. Pris 400 miljoner kronor.[1]
- Ett tredje järnvägsspår mellan Stockholms central och Stockholms södra.[1]

Efter kommunfullmäktigevalet i Stockholm 1994 blev socialdemokraternas Mats Hulth finansborgarråd i Stockholm med stöd från Miljöpartiet och Vänsterpartiet. Miljöpartiet var motståndare till en motorvägsring runt Stockholm av miljöskäl. Efter förhandlingar enades de tre partierna om en utökad miljöprövning. Miljöpartiets motstånd mot Södra länken ledde senare till att trepartikoalitionen upplöstes i januari 1998.
I december 1997 träffades en uppgörelse mellan Stockholms kommun, Stockholms läns landsting och regeringen om hur bygget av Södra länken skulle betalas. Överenskommelsen innebar att staten skulle betala 5,6 miljarder och Stockholms kommun 827 miljoner kronor. Landstinget betalade 800 miljoner kronor för en tvåspårig Årstabro.
När frågan om finansiering var klar kunde därför byggarbetet inledas i januari 1998. Bygget krävde 19 detaljplaner men fyra av dessa var inte beslutade när bygget inleddes. Dessa detaljplaner var för Sickla kanal, kvarteret Pennteckningen, anslutningen till Nynäsvägen samt anslutningen till Huddingevägen. Arbetet inleddes med anläggandet av en 400 meter lång tunnel från Åbyvägens trafikplats till den punkt där bergtunneln börjar, en kostnad på 370 miljoner kronor. Samtidigt grävdes arbetstunnlar vid Bolidenvägen, Arenavägen och Arla för att frakta bort söndersprängd sten.
Inför byggstarten gjordes två samhällsekonomiska analyser av Södra länken, som båda kom fram till att projektet var olönsamt. Södra länkens samhällsekonomiska lönsamhet har granskats av Jan Owen Jansson, professor i transportekonomi vid Linköpings universitet. Jansson har hävdat att nyttan inte uppväger den årliga driftskostnaden.
Södra länken invigdes den 24 oktober 2004 i närvaro av infrastrukturminister Ulrica Messing, finansborgarrådet Annika Billström och Vägverkets generaldirektör Ingemar Skogö. Helgen innan invigningen, den 17 oktober, genomfördes tunnelloppet. Loppet hade totalt 20 000 deltagare fördelat på både löpare och inlineåkare. Arrangör var Hammarby IF Friidrott och Södermalms IK.

### Sabotage under bygget
Södra länken-bygget utsattes för en rad sabotage. Under januari–februari 1998 saboterades ett antal maskiner, och i ett pressmeddelande tog gruppen Socialekologisk aktion på sig ansvaret. Gruppen är motståndare till vägbyggen. Stockholmspolisen pekade i ett tidigt skede ut dess presstalesman Linus Brohult samt ytterligare en namngiven mansperson som ansvariga. Natten mellan den 6–7 februari samma år greps Brohult och två yngre kvinnor av en hundpatrull vid en byggarbetsplats på Arenavägen. Brohult dömdes av Stockholms tingsrätt i december 1999 till ett års fängelse för grov uppvigling. Svea hovrätt sänkte påföljden till samhällstjänst. En av de yngre kvinnor som greps samtidigt som Brohult dömdes i december 1999 till 40 dagsböter för olaga intrång.

## Tunnelfakta
Södra länkens tunnelavsnitt har egna namn. Den östgående tunneln heter Hammarbytunneln (3835 meter), den västgående heter Årstatunneln (3823 meter), den östgående anslutningstunneln till Värmdöleden heter Nackatunneln (610 meter) och den västgående tunneln från Värmdöleden heter Sicklatunneln (580 meter).
Även anslutande tunnlar (av- och påfarter) har egna namn, nämligen Guldtunneln, Silvertunneln, Bronstunneln, Koppartunneln, Björktunneln, Talltunneln, Sotartunneln, Bagartunneln, Skeppartunneln, Skräddartunneln, Murartunneln, Målartunneln, Sågtunneln, Tångtunneln och Yxtunneln.
Uppgifter enligt f.d. Vägverket.

### Säkerhet
Trafiken leds i separata, parallella tunnelrör, vilket gör det möjligt att snabbt evakuera till det andra tunnelröret vid en olycka. Det är aldrig längre än 50 meter till närmaste nödutgång. Sammanlagt finns 70 st utrymningsvägar och 140 hjälprum med utrustning för livräddning. Tunnelsäkerheten övervakas dygnet runt av en bemannad trafikledningscentral. Till skillnad från Norra länken saknar Södra länken sprinklersystem. I rusningstrafik när hela tunneln är full stänger man av infarten av säkerhetsskäl.

### Installationer
I Södra länkens tunnelsystem finns ett omfattande ventilationssystem. Utöver självdraget ventileras tunnlarna med 170 st fläktar och två ventilationstorn, ett vid Årsta och ett vid Hammarby. Mätstationer finns på 40 ställen.

### Övriga fakta
- Längd Södra länken: 6 km
- Längd tunnlar inkl. ramptunnlar: 17 km, därav tunneln under Årsta, Johanneshov och Hammarbyhöjden, längd 3,9 km
- Total bergschakt: 2 035 000 m³
- Total jordschakt: 747 000 m³
- Total betongmängd: 225 000 m³
- Total mängd armering: 14 500 ton
- Vägbeläggning: 280 000 m²
- Innertak av betongelement: 100 000 m²

## Trafikplatser
|  | Nr  | Namn                           | Skyltning                                    |
|  | --- | ------------------------------ | -------------------------------------------- |
|  | 155 | Trafikplats Nyboda             | Helsingborg, Göteborg, Sundsvall, StockholmC |
|  | 1   | Trafikplats Åbyvägen           | Älvsjö, Årsta                                |
|  |     | Hammarby-/Årstatunneln         | 3,8 km tunnellängd                           |
|  | 2   | Trafikplats Årsta              | Huddinge                                     |
|  | 3   | Trafikplats Johanneshov        | Gullmarsplan                                 |
|  | 4   | Trafikplats Nynäsvägen         | Nynäshamn, Globen                            |
|  |     | slut på Hammarby-/Årstatunneln |                                              |
|  | 5   | Trafikplats Hammarby sjöstad   | Hammarby sjöstad                             |
|  |     | Sickla kanalbro                | över Sickla kanal, 60 m                      |
|  | 6   | Trafikplats Sickla             | Älta, Stadsgården                            |
|  |     | Nacka-/Sicklatunneln           | cirka 550/600 m längd                        |
|  |     | slut på Nacka-/Sicklatunneln   |                                              |
|  | 7   | Trafikplats Alphyddan          | Gustavsberg                                  |

## Efter färdigställandet

### Effekter på trafikflöden
Efter att Södra länken invigdes minskade trafiken på en rad innerstadsgator, speciellt i rusningstid. Essingeleden har däremot fått en ökning i trafikmängd.
Södra länken lider under vissa tider av kapacitetsbrist i rusningstid. Detta leder flera gånger om året till att tunnelns tillfarter tillfälligt måste stängas av (med trafikljus). Av brandsäkerhetsskäl tillåts inte stillastående trafik i tunnelsystemen.[källa behövs]

### Incidenter
- Den 27 september 2011 drabbades Södra länken för första gången av ett tekniskt fel som gjorde att styrningen av säkerhetssystemen i tunneln inte kunde kontrolleras. Detta fick till följd att hela tunnelsystemet stängdes av för all biltrafik från kl 09:00 på morgonen till ca 15:00 på eftermiddagen.[17]